# 鈴木氏暗澳鮨
鈴木氏暗澳鮨，為輻鰭魚綱鱸形目鱸亞目鮨科的其中一種，分布於西北太平洋的日本海域，棲息深度5-15公尺，體長可達6.4公分，生活在岩石底質海域，為底棲性魚類，屬肉食性，以浮游生物為食。

## 擴展閱讀
維基物種上的相關：鈴木氏暗澳鮨